# Stüttgenhof
Der Stüttgenhof ist eine der ältesten Hofanlagen Kölns und steht seit 1989 unter Denkmalschutz. Er ist überdies einer der wenigen großen, in Teilen seiner alten Bausubstanz und Anlageform erhaltenen Kölner Gutshöfe, auf denen nach wie vor von den Eigentümern selbst Landwirtschaft betrieben wird.

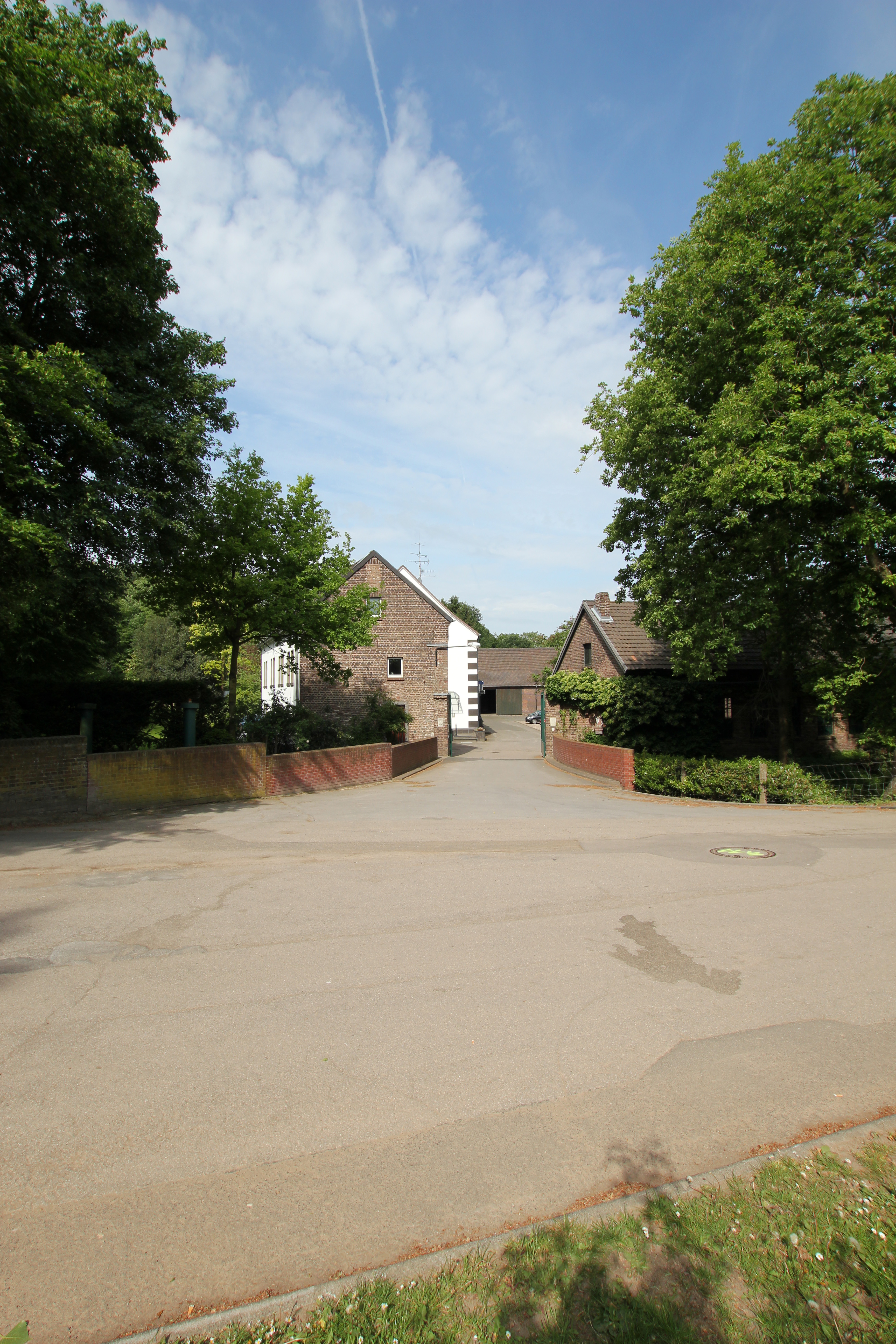
Stüttgenhof

## Lage und Umfeld
Der Hof liegt auf Junkersdorfer Gebiet, an der Westseite des zwischen der Dürener und der Gleueler Straße verlaufenden, nach ihm benannten Stüttgenweges. Dieser begrenzt hier das Gebiet des Stadtteiles Köln-Lindenthal sowie den äußeren Grüngürtel der Stadt nach Westen.
In der Nähe des Hofes verläuft der Frechener Bach, der schon den mittelalterlichen Wassergraben sowie Teiche zur Fischzucht des Hofes über eine Zuleitung speiste und dessen Wasser bei Bedarf noch immer genutzt wird. Der Verlauf des Baches, dessen ehemals reichhaltige Wassermengen zwar immer noch am Ende des 19. Jahrhunderts den Weiher des nahen, durch Adolf Kowallek neu angelegten Kölner Stadtwaldes versorgte, erreichte jedoch nie den Rhein. Er ist im Rahmen des Projektes Regionale 2010 renaturiert worden. Ebenfalls durch dieses Projekt entsteht in Hofnähe (hinter der Bahntrasse der KVB) eine Erweiterung des äußeren Grüngürtels, dessen Anlagen durch die Bepflanzung mit etwa 17.000 Jungbäumen unterschiedlicher Arten einen neuen Forst von 40.000 m² umfassen werden. Dies realisiert man auf einem bisher landwirtschaftlich genutzten Areal, das ehemals zu den Ländereien der alten Krieler Hofgüter, wie dem des Stüttgenhofes, gehörte.

## Geschichte

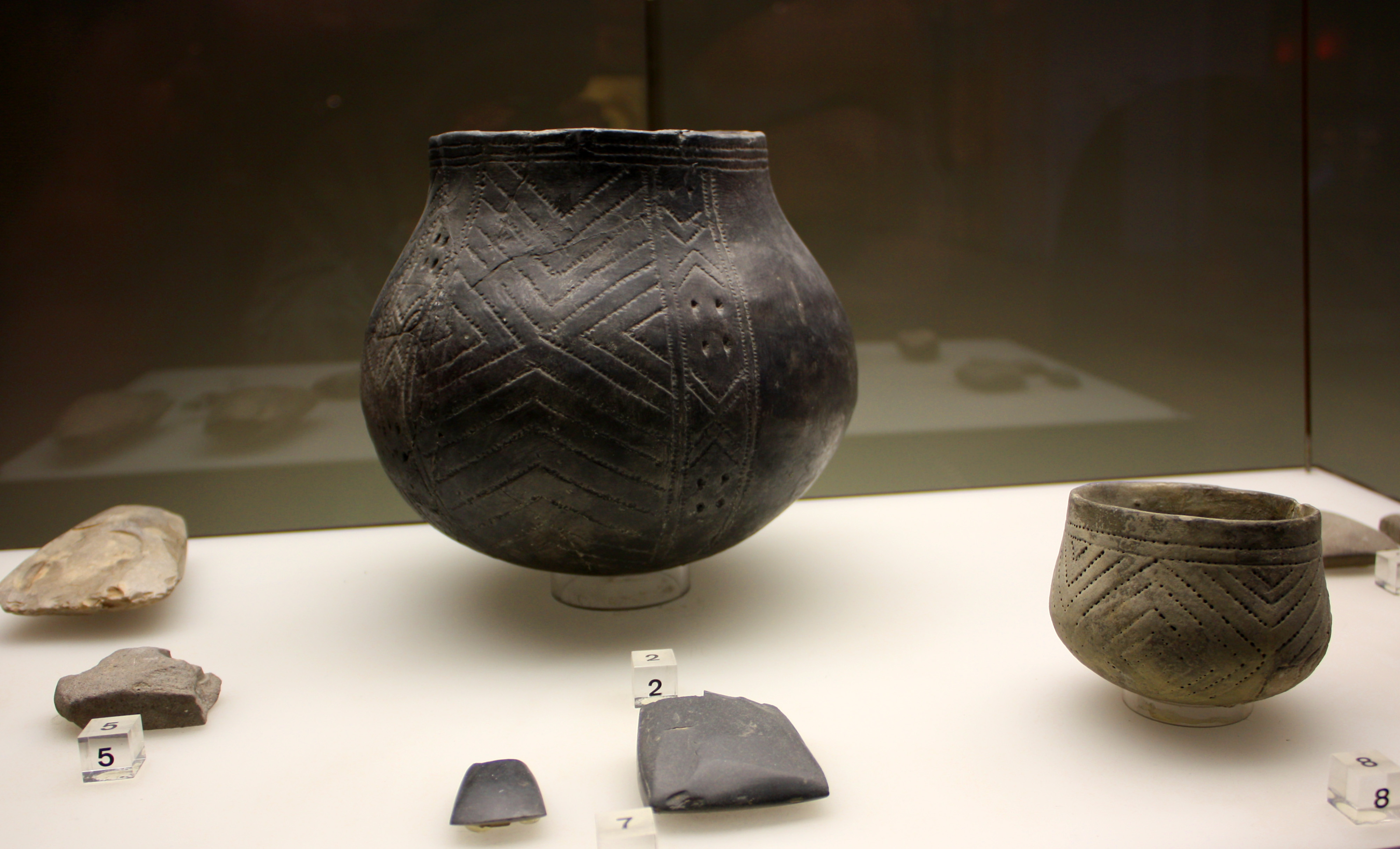
Funde der steinzeitlichen Vergangenheit des „Lindenthaler Dorfes“

### Frühe Besiedlungsspuren
Die Entstehungsgeschichte der teilweise auch heute noch von einem Wassergraben umgebenen Hofanlage reicht weit in die Vergangenheit zurück. Der in seiner Historie erstmals 1271 urkundlich erwähnte Hof steht in einer Gegend, in der archäologische Untersuchungen eine Besiedlungsgeschichte nachwiesen, die bis in die Jungsteinzeit zurückreicht.

#### Siedlungsplatz der Bandkeramischen Kultur
Den durch Fritz Fremersdorf in den 1920/30er Jahren begonnenen systematischen archäologisch-topographischen Erforschungen des Stadtgebietes gelang mit der Freilegung des "Lindenthaler Dorfes", einer im Jahr 1929 auf dem Areal zwischen dem Stüttgenweg und der Militärringstraße ausgegrabenen steinzeitlichen Ansiedlung, ein sensationeller Erfolg der Kölner Bodendenkmalpflege. Die Untersuchungsergebnisse veranlassten den Prähistoriker Buttler und den Archäologen Haberey, den entdeckten Siedlungsplatz der bandkeramischen Zeit zuzuordnen.

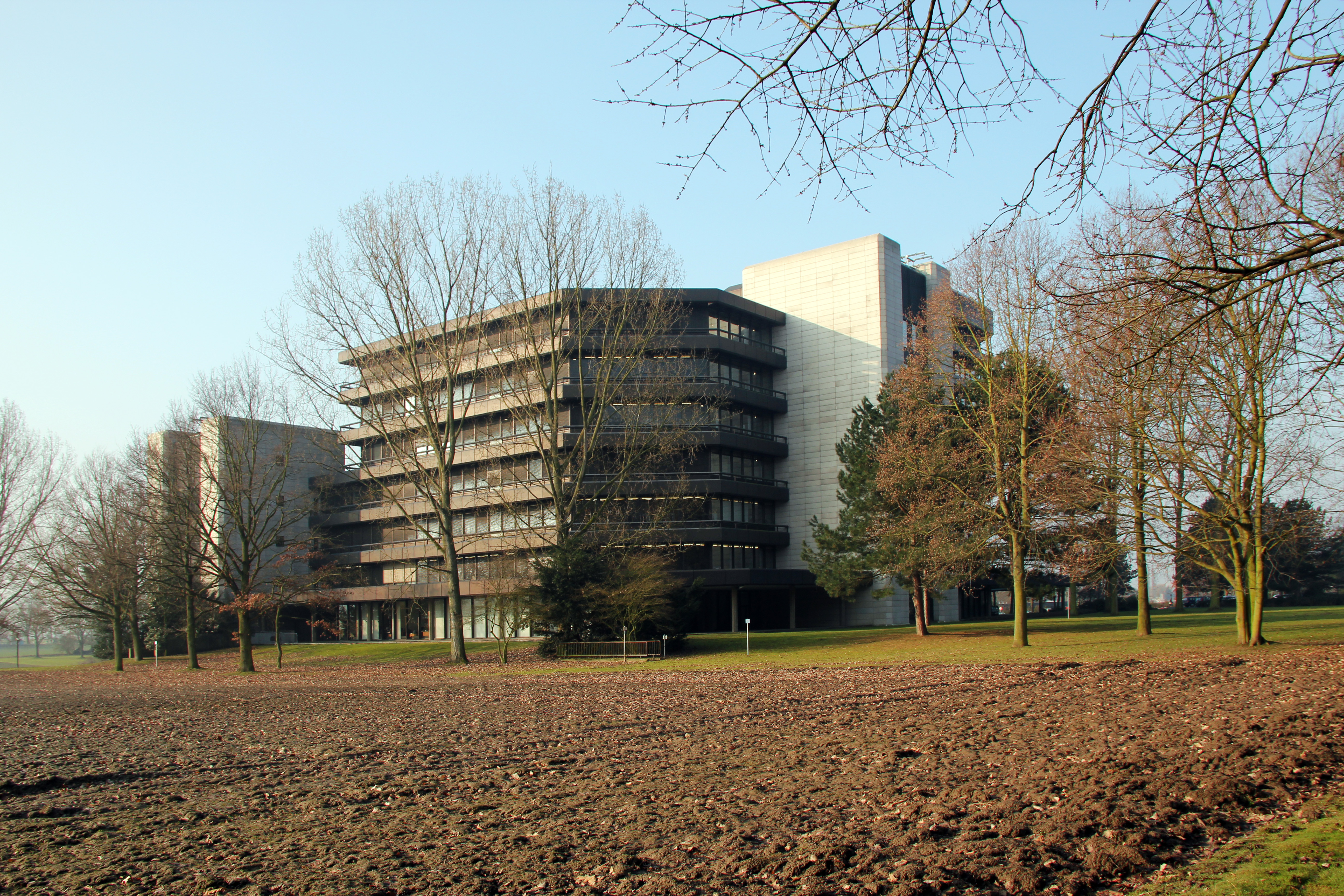
RWE-Verwaltungsbau auf dem Gelände früheisenzeitlicher Siedlungsreste am Stüttgenweg

#### Siedlungsplatz der Hunsrück-Eifel-Kultur
Im Jahr 1973 erfuhr das Römisch-Germanische Museum in seiner Eigenschaft als Amt für Archäologische Bodendenkmalpflege des Kölner Stadtgebietes, dass Ländereien des Stüttgenhofes an die Rheinbraun AG übergegangen waren, deren Planung vorsah, auf dem erworbenen Gelände einen komplexen Verwaltungsbau zu errichten.
Die in den 1930er Jahren dokumentierten morphologischen Gegebenheiten des Geländes und die unmittelbare Nähe des frühneolithischen Grabungsfeldes des „Lindenthaler Dorfes“ veranlasste das Amt zu neuerlichen Bodenuntersuchungen, in deren Verlauf zahlreiche Funde freigelegt und geborgen werden konnten. Die südlich der Dürener Straße und nordöstlich des Stüttgenhofes durch Schnittgrabungen gewonnenen Erkenntnisse bestätigten eine Fortsetzung der frühneolithischen Kultur des nur 300 Meter entfernten Grabungsfeldes der Vorkriegszeit. Die Funde belegten nun einen Siedlungsplatz, den die Archäologen der Hunsrück-Eifel-Kultur zuordneten, einer regionalen eisenzeitlichen Kulturgruppe der Mittelrheinregion, die etwa vom Ende des 7. Jahrhunderts v. Chr. bis um 250 v. Chr. andauerte.

#### Römische Besiedlung
Dieser Zeit folgten schon bald die Römer, deren „Kornkammer“ das westliche Vorland ihrer Colonia wurde. Auch sie hinterließen mannigfache Spuren, wie viele Funde dieser Gegend belegen. Sie schufen große Gutshöfe und betrieben eine extensive Landwirtschaft, wie sie später von den Eignern der „Villa Stute“ und von den folgenden Besitzern des Stüttgenhofes bis zum Aufkommen künstlicher Düngung fortgesetzt wurde.

### Namensdeutung
Die ältesten Urkunden des Hofes Stüttgen bezeichnen ihn mit dem Namen „zum Stuytgen“ aber auch „zom Stuitgin“, eine Form der Bezeichnung, die im ripuarischen Sprachraum gebräuchlich war. Herzuleiten sind die Namen aus germanischem Ursprung, dem angelsächsischen und niederdeutschen Wort „stôd“, sowie dem mittelhochdeutschen „stuod“, die in diesen Varianten Pferdepferch bezeichnen.
Den Zusammenhang einer solchen Hofbezeichnung sieht man in Herden wilder und halbwilder Pferde, die es während der fränkischen Zeit bis in das frühe Mittelalter im linksrheinischen Gebiet gab, und den Höfen, die die Pferde fingen und sie einpferchten, um sie langsam zu domestizieren.

### Vom Rittergut zum privaten Hofgut
Die 1271 im Besitz der Deutschordenskommende Sankt Katharina zu Köln (spätere Kommende Jungen-Biesen) befindliche „Villa Stute“ war der Namensgeber des heutigen Anwesens Stüttgenhof und der nach diesem benannten Straße Stüttgenweg.
Im Jahr 1336 befand sich das Gut dann im Besitz der Kölner Patrizier- und Bürgermeisterfamilie Jude. Zu dieser Zeit vermachten Ritter Göbel Jude und seine Gattin Elisabeth Hardefust das Anwesen Stüttgenhof ihrer Tochter Imagenia, die es als Brautgeschenk ihrer Eltern in die Ehe mit „Johann von Spiegel zum Irgang“ einbrachte. Die Besitzverhältnisse des Hofgutes wechselten in der Folgezeit mehrmals, bis es erneut Eigentum der Familie von Hardefust wurde. Die Ländereien wurden allerdings veräußert, wobei ein Teil in den Besitz der Abtei Brauweiler überging (die ihn bis zur Säkularisation unter französischer Herrschaft behielt) und der andere Teil mit Hof durch die Ritter von Fischenich erworben wurde.

Herren auf Gut Stüttgen
Mittelalterlicher Wappenschild des Deutschen Ordens
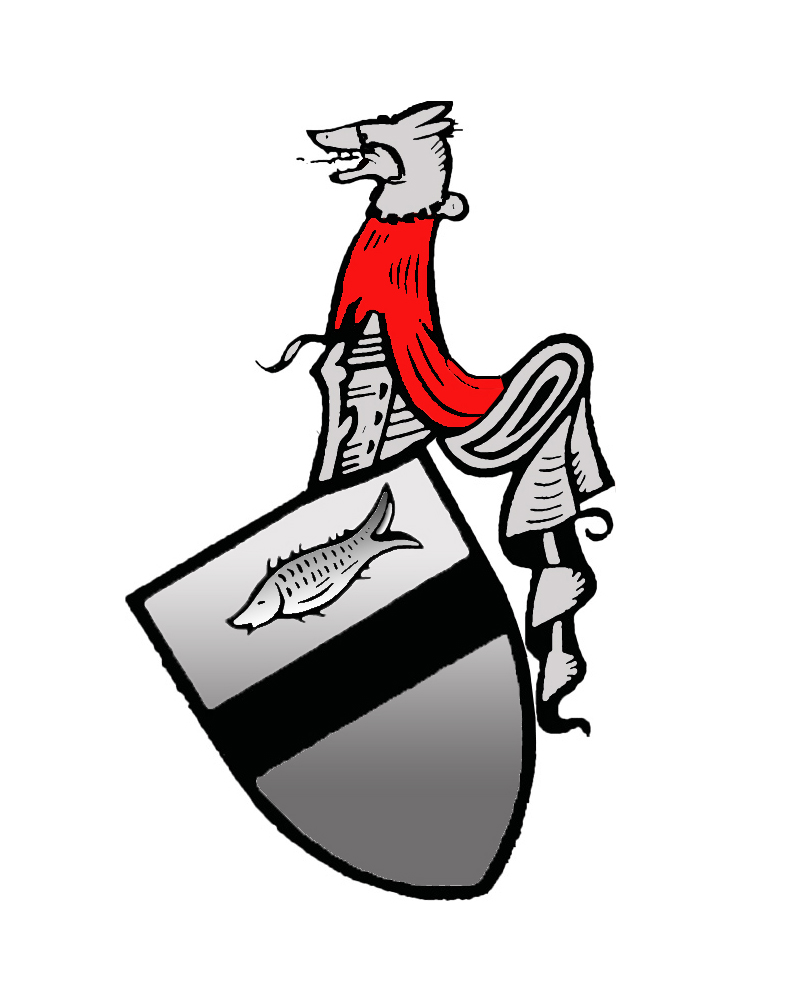
Wappen der Ritter zu Fischenich
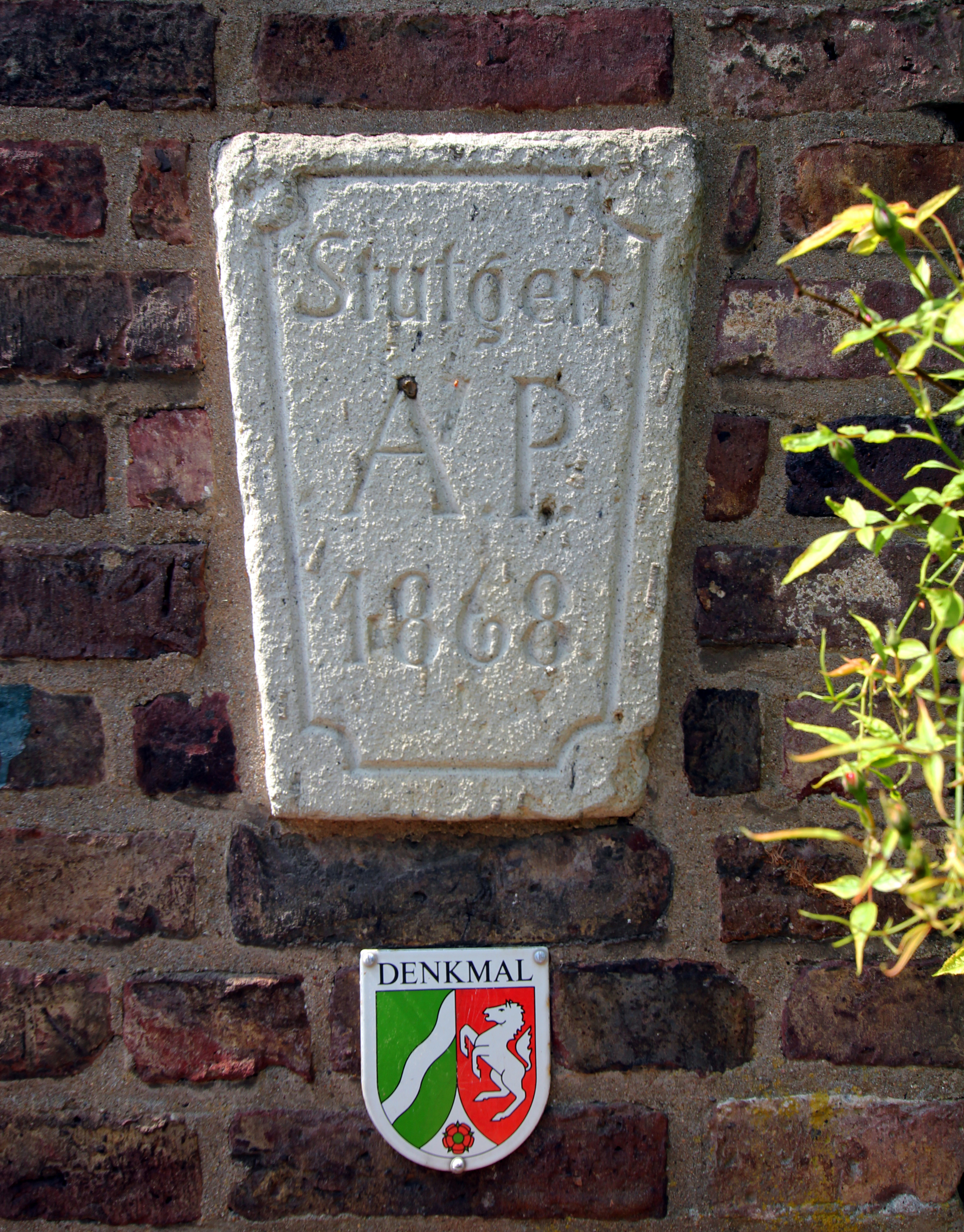
Familie Adam Ploog
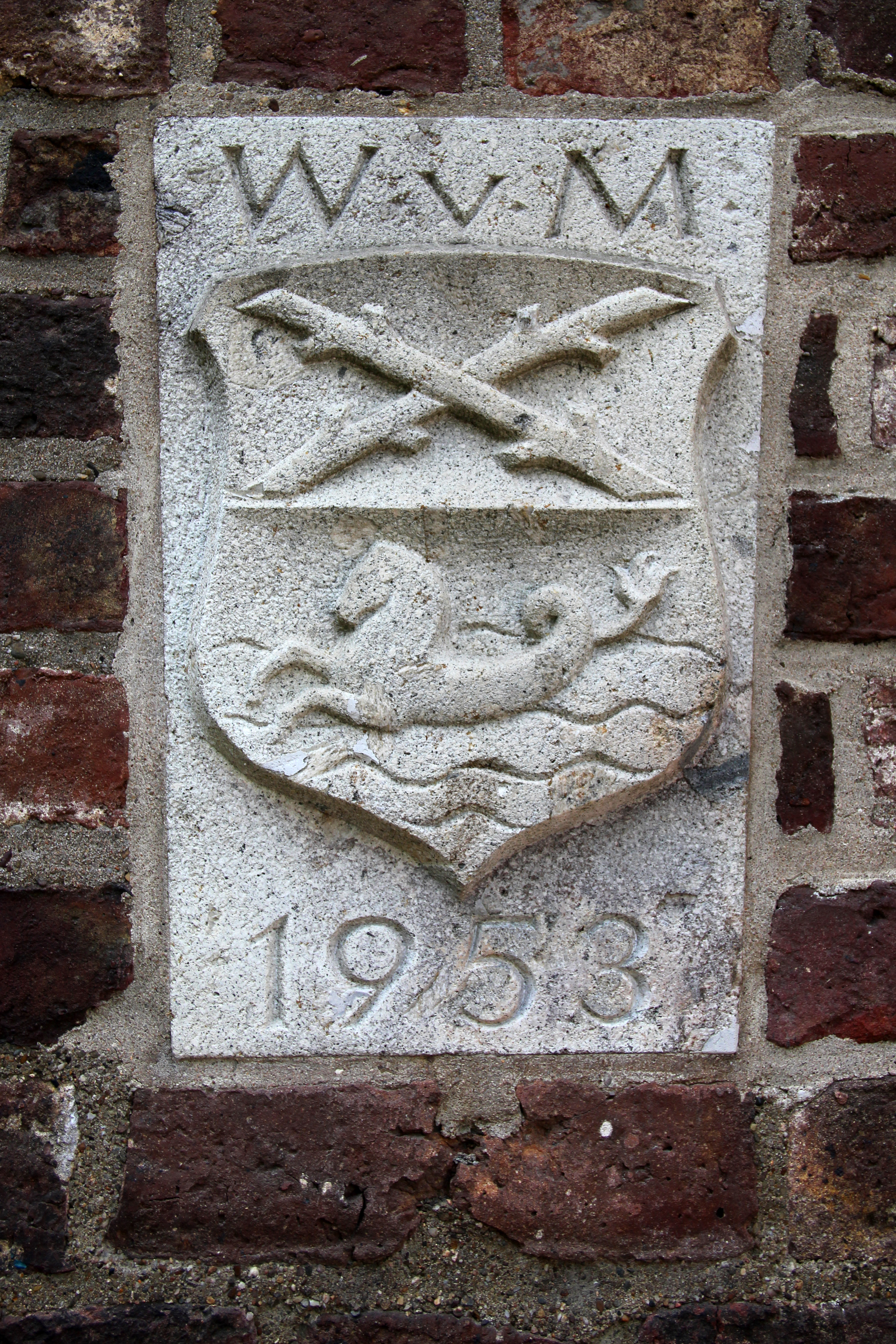
Familie von Meer

Daem von Fischenich ließ den Hof bis in das 15. Jahrhundert bewirtschafteten, sah sich aus finanziellen Gründen jedoch gezwungen, ihn 1485 zu veräußern. Neuer Besitzer der Liegenschaft war nun das Kölner Stift St. Gereon, unter dem das Gut als ordentliches Ritterlehen vergeben wurde. Für diese Zeit wurde der dem Stift zugehörige Landbesitz des Hofes Stüttgen mit einer Fläche von drei Mansen angegeben.

### Nutzungsrechte des Gereonstiftes

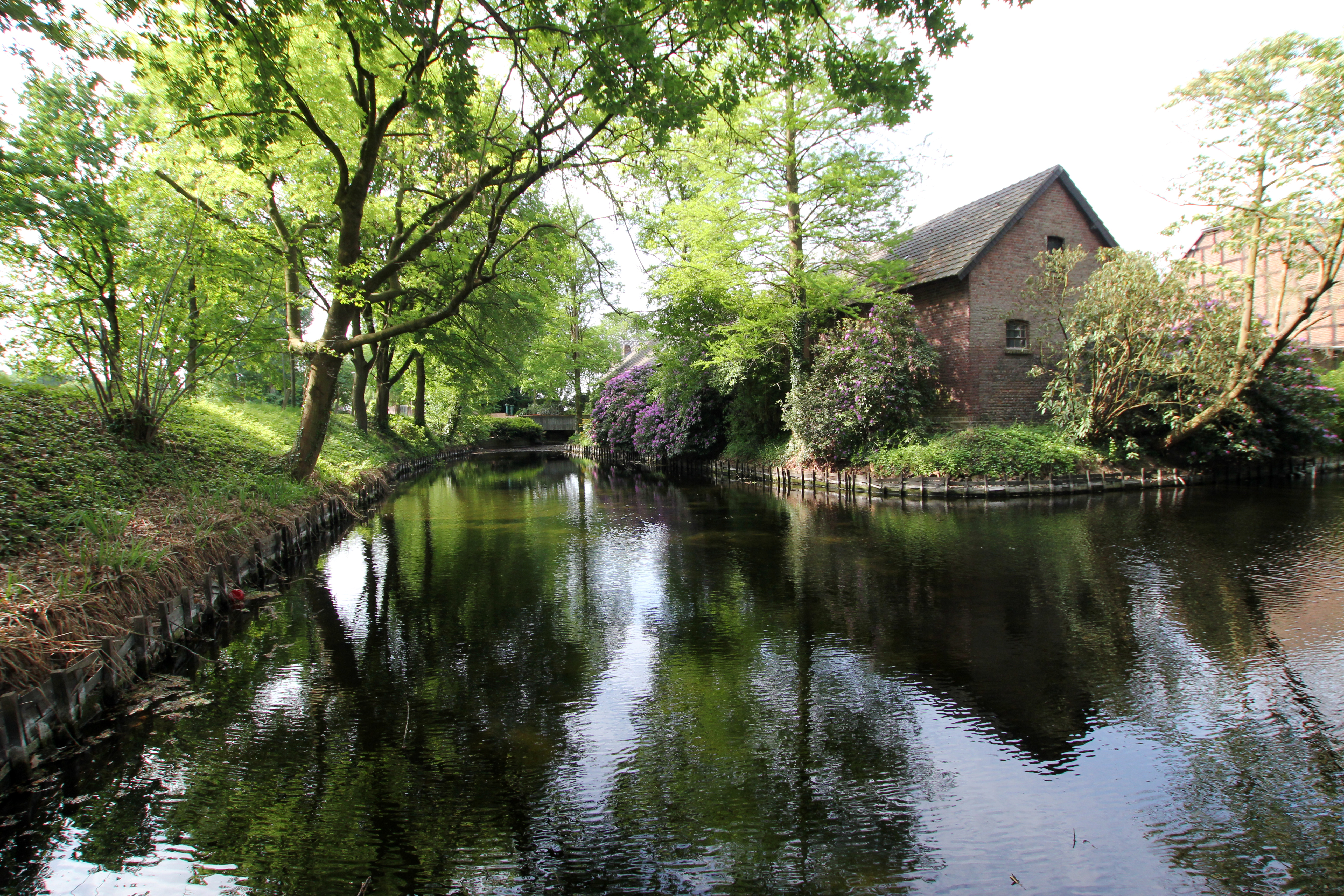
Hof Stüttgen, Frontgraben

Der Stüttgenhof war seit früher Zeit mit Gewässern ausgestattet, die durch eine Zuleitung eines aus Frechen herabfließenden Baches gewährleistet wurde und vielfältigen Nutzen brachte. Dazu gehörte die Trinkwasserversorgung für Mensch und Vieh und die Speisung des Wehrgrabens. Weiterhin hatte man Teichanlagen geschaffen, die der Fischzucht, später aber auch der Badekur angereister geistlicher Herren des Stifts St. Gereon dienten. Dieses hier speziell angeführte Nutzungsrecht auf Stüttgen behielt das Stift offenbar bis zur Säkularisation, denn es wurde noch im Jahr 1761 in den Urkunden genannt, in denen der Kanoniker des Stiftes und spätere Domherr, Hermann Werner von Bossart angeführt wird, dem die Rechte am „Tusculanum Stüttgen“ zugestanden wurden.

#### Tusculanum Stüttgen

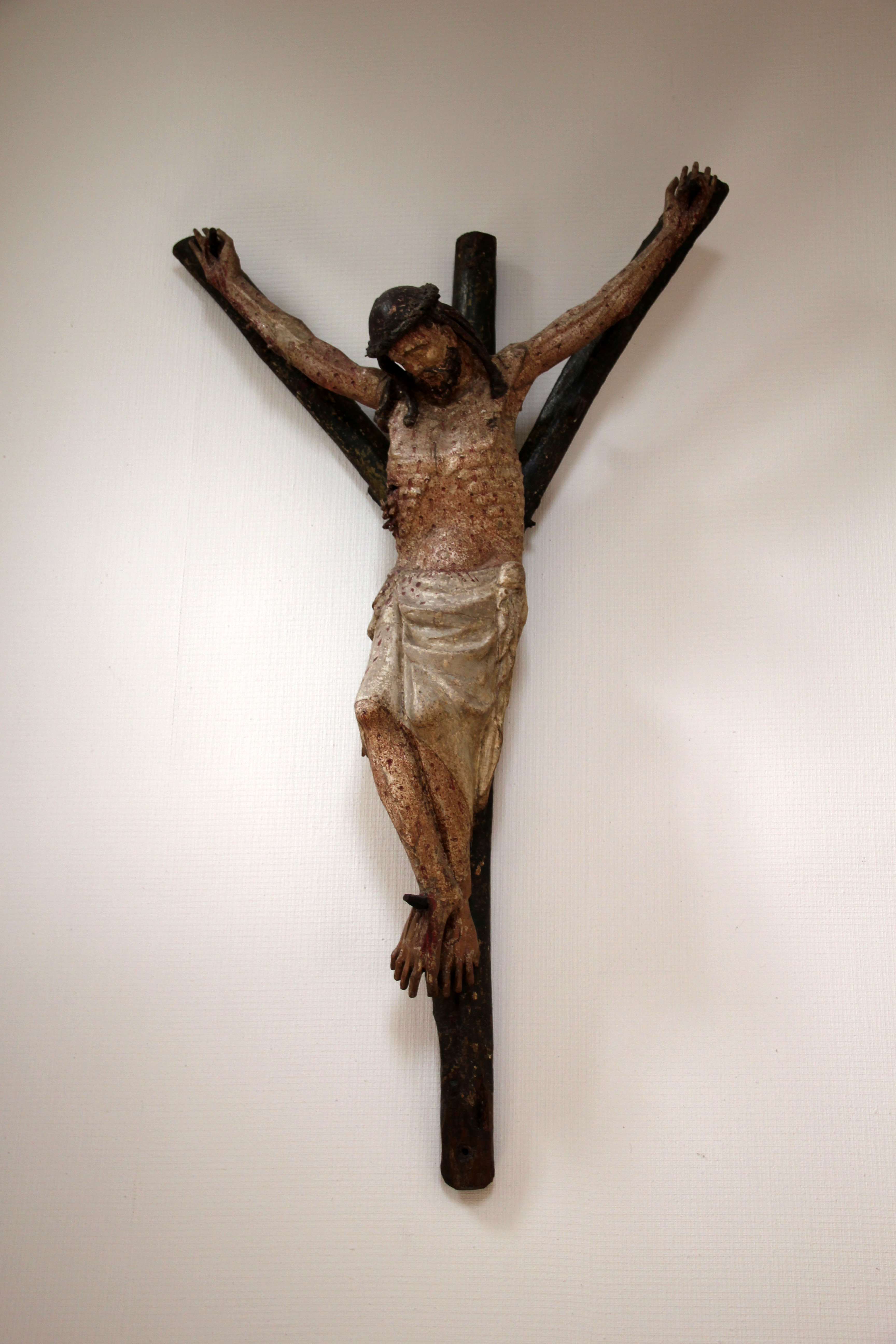
Inventardetail eines Wohnhauses auf Stüttgen

Schon im 16. Jahrhundert, spätestens jedoch nach den Beschlüssen des Trienter Konzils (1545–1563) wurden innerkirchliche Details geregelt, zu denen beispielsweise ein Urlaubsanspruch des Einzelnen innerhalb des Klerus gehörte.
Die humane Errungenschaft, die die Gewährung eines Jahresurlaubes von insgesamt sechswöchiger Dauer bedeutete, verbreitete sich jedoch nur langsam und begann sich erst mit dem 17. Jahrhundert durchzusetzen. Sie wurde dann auch an Kölner Stiften eingeführt und gehörte später zur Normalität. An St. Gereon hatte man 1628 beschlossen, dem Beispiel anderer Stifte nachzueifern und ebenso den Anregungen des Tridentinums folgend begonnen, den eigenen Klerikern diese Ferienzeit einzuräumen.
Anfänglich reisten die betreffenden geistlichen Herren des Kölner Erzbistums zu Badekuren in die für sie relativ nahe gelegenen Orte wie nach Aachen, Ems, Spa, Schwalbach oder nach St. Tönnis. Später besann man sich der Möglichkeit auf eigenen Ländereien, die man entsprechend herrichtete und in der Folge wie auf Stüttgen auch nutzte. Sie wurde als Tusculanum bezeichnet.

### Kirchspiel Kriel

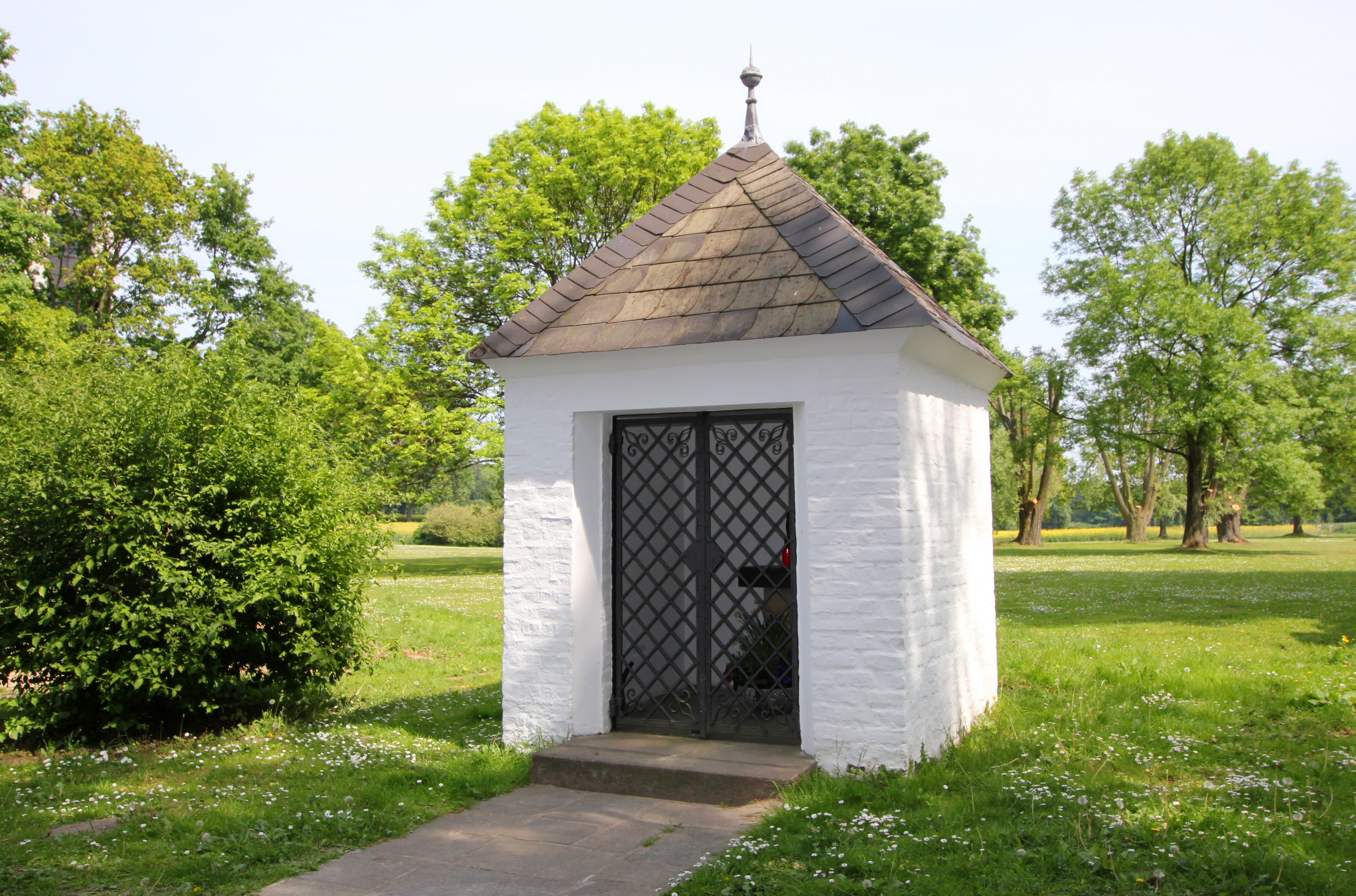
Wegekapelle vor dem Hofgut

Spätestens seit der Übernahme des Hofes durch das Stift St. Gereon war dieser wie die Weiler Kriel, Lind und die dortigen Höfe wie das Hofgut Kitschburg, der Hof Kriel und der Platzhof, der Decksteiner- und Palanterhof, das Rittergut Hohenlind und der Mönchshof und der Kleijohanshof dem Kirchspiel Kriel zugehörig.
Dies bedeutete für die auf dem Stüttgenhof lebenden Menschen, dass der Gottesdienstbesuch mit einigen Kilometern Fußweg zur Pfarrkirche Krieler Dom zu erreichen war. Das Gleiche galt für eine Taufe, Hochzeit und für Beerdigungen, die anfänglich auf dem Krieler Kirchhof stattfanden. Auf diesem befinden sich noch heute bemerkenswert gut erhaltene Grabsteine des 16. bis 18. Jahrhunderts, zu denen auch Exemplare gehören, die für Verstorbene des Stüttgenhofes aufgestellt wurden. Später wurde ihre letzte Ruhestätte der im Jahr 1869 eröffnete Kommunalfriedhof an der Decksteiner Straße, der bis zum Jahr 1917 belegt wurde und heute als Parkanlage genutzt wird.
Ab dem Jahr 1688 wurde der Stüttgenhof durch das Stift an bürgerliche Halfen gegeben und für das Jahr 1761 berichten die Eintragungen des Gereonstiftes von brennenden Bauernhäusern in Stüttgen. Zu entsprechenden Rückschlüssen gibt die rückwärtige Scheunenmauer des Vierkanthofes (der nach Marsdorf ausgerichtete Querbau) Anlass, sie zeigt deutlich eine Linie zwischen dem sehr alten und dem darauf aufsteigenden Mauerwerk der jüngeren Zeit (siehe Commons). 1802 wurde dann auch das Gut Stüttgen als geistliches Stiftsvermögen durch die Franzosen eingezogen. Zu diesem Zeitpunkt umfassten Hof und die zum großen Teil östlich des Stüttgenweges gelegenen Ländereien eine Fläche von 95,2 Hektar.

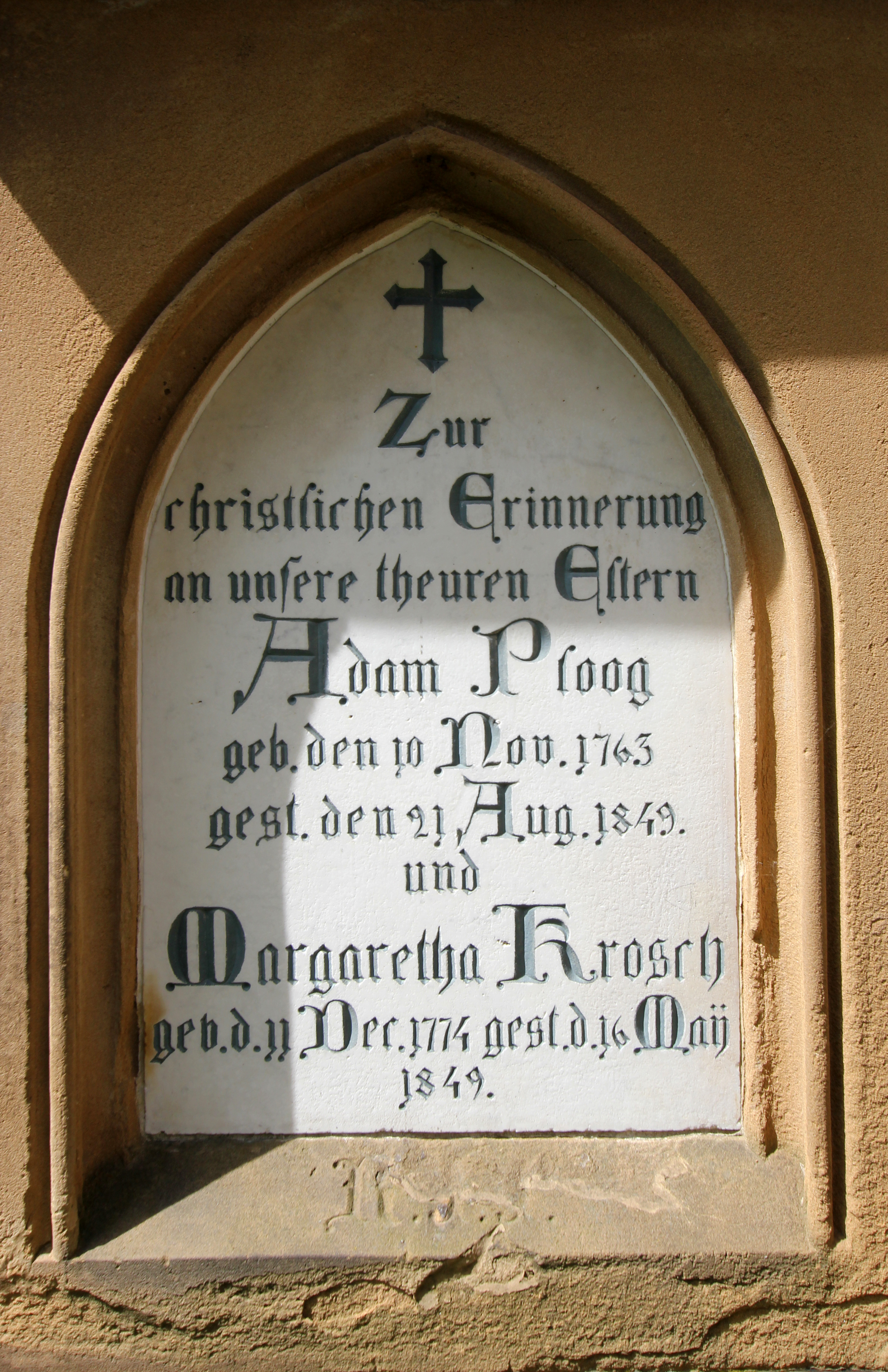
Gedenktafel an die Eheleute Ploog/Krosch, Kirchhof Krieler Dom
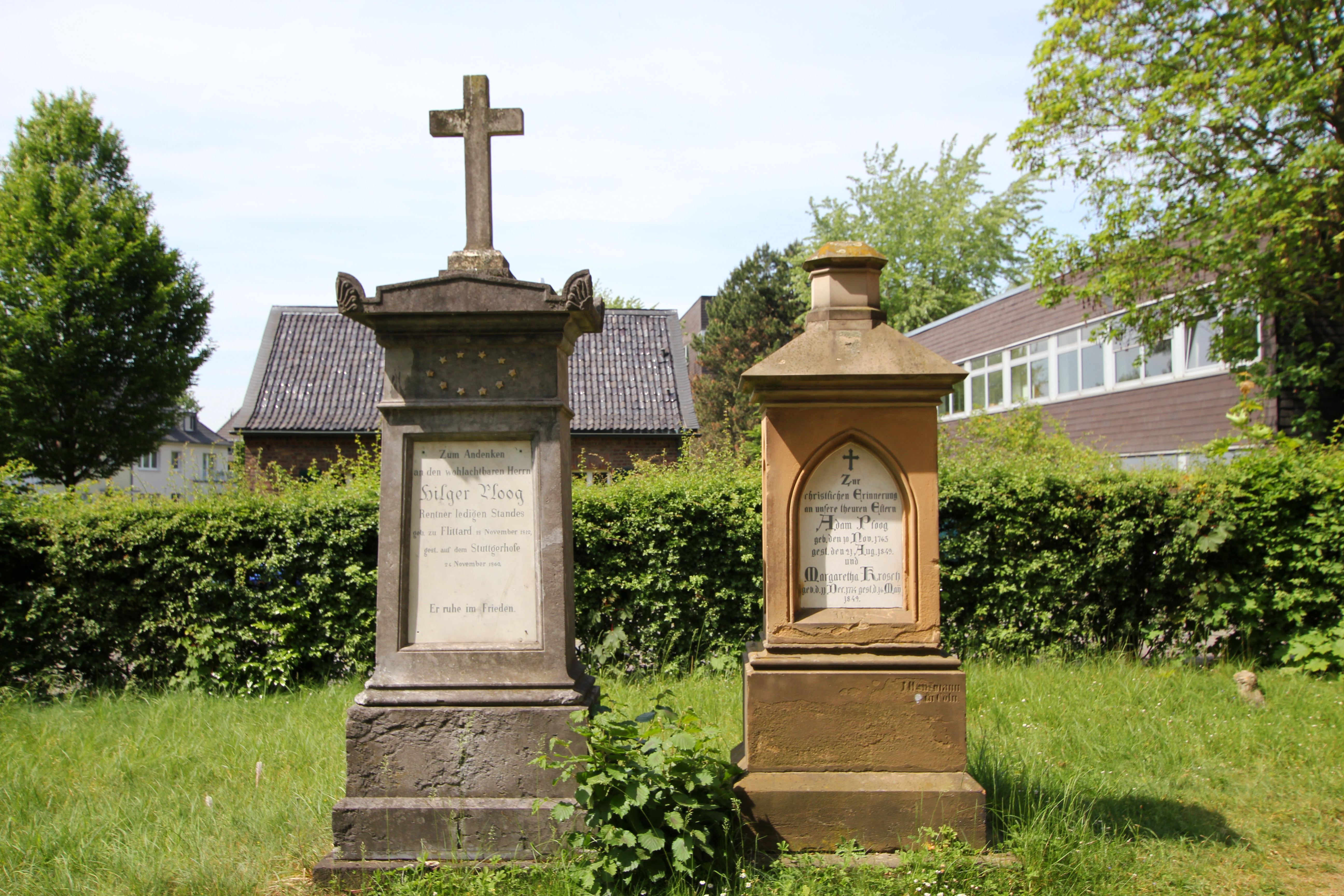
Grabstelen der Familie Ploog
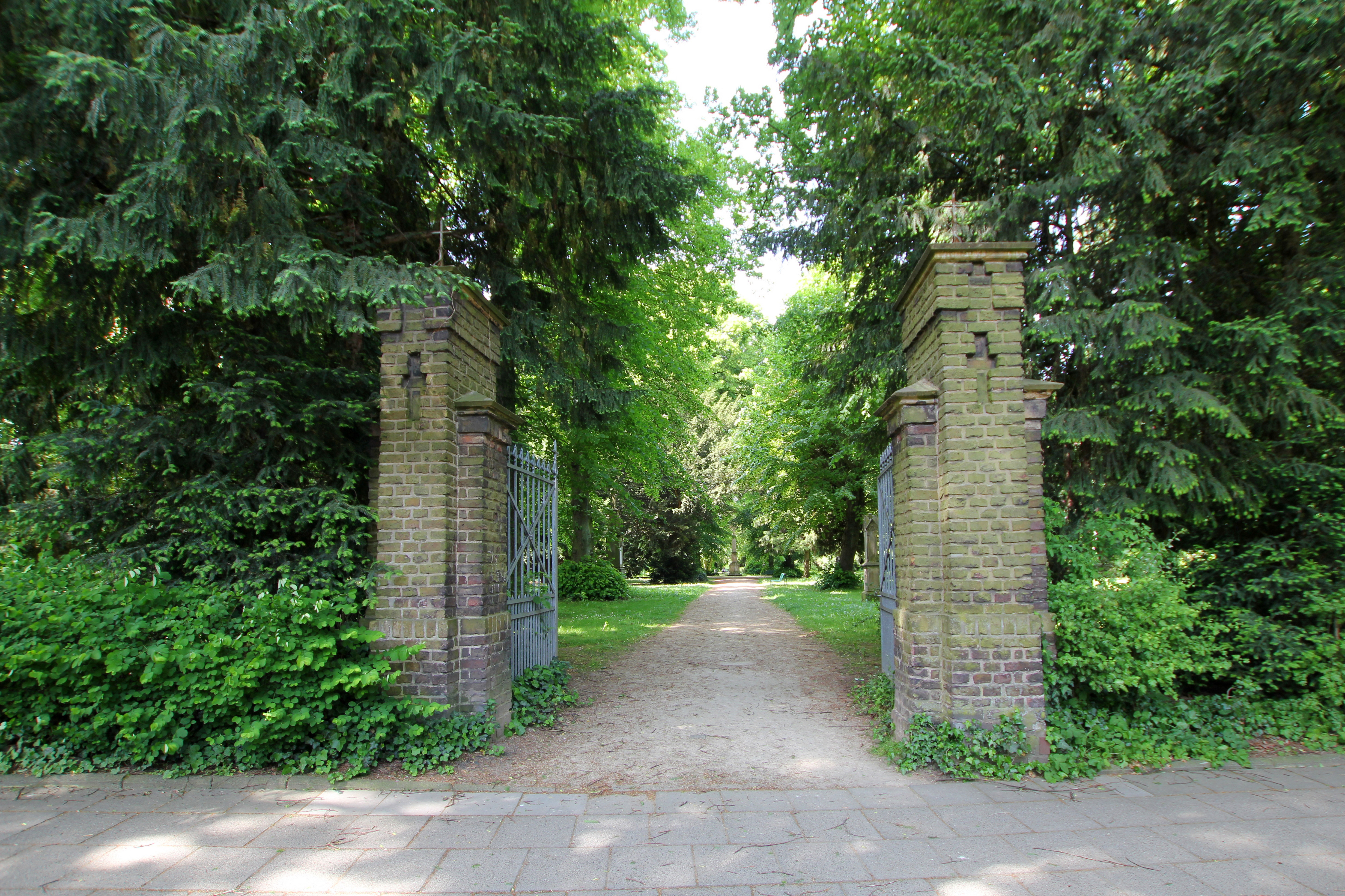
Eingang zum alten Decksteiner Friedhof
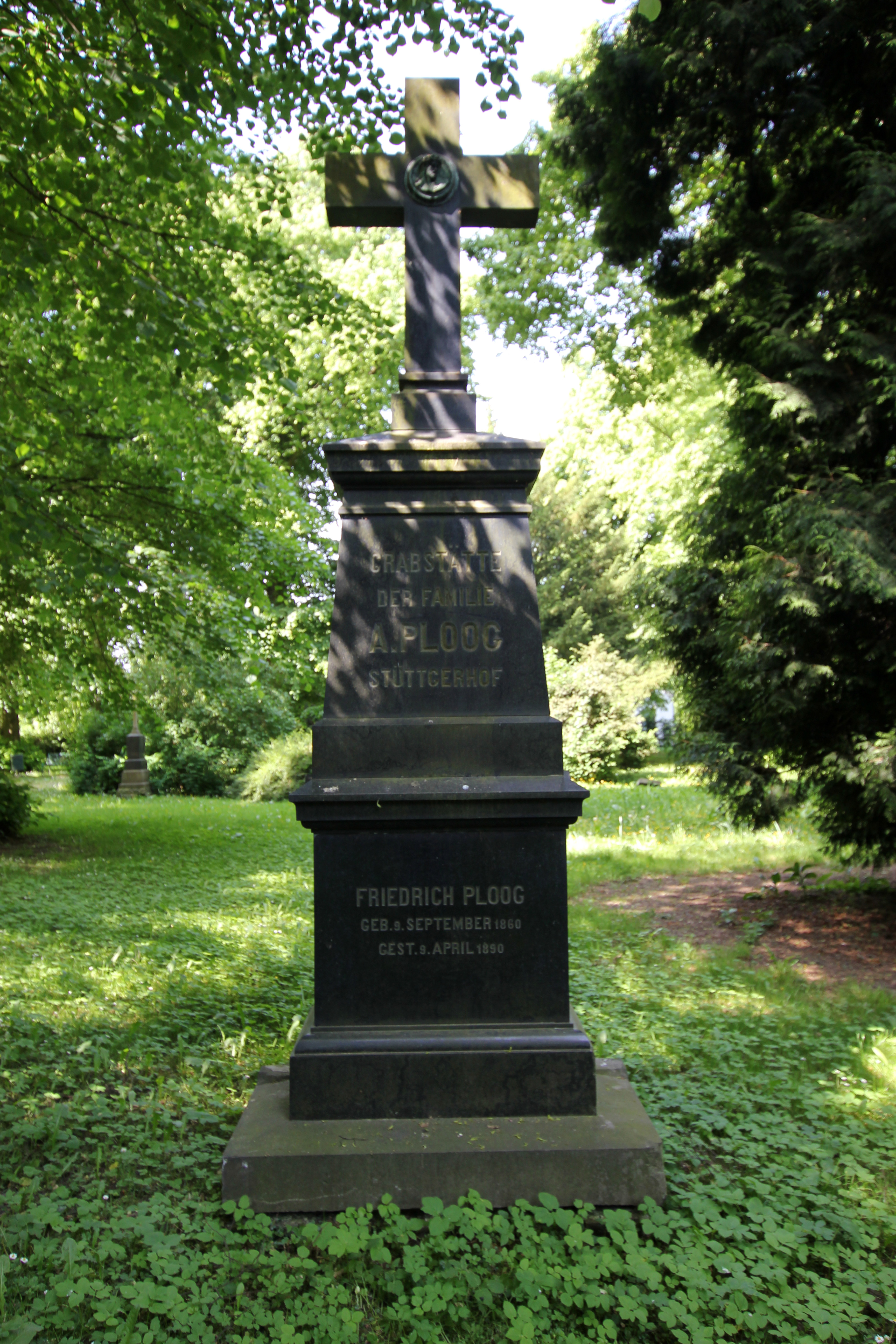
Friedrich Ploog, Friedhof Decksteiner Straße

### Hofgut Stüttgen in Privatbesitz
Zunächst wurde das Gut von einem Pächter namens Mathias Otten bewirtschaftet, bis es dann aus dem französischen in preußischen Staatsbesitz überging. Bei einer Versteigerung von Staatsgütern im Jahr 1821 erhielt der aus Flittard stammende Adam Ploog (1763–1848) den Zuschlag und wurde mit dem Erwerb des Gutes Stüttgen zum Begründer eines Familienunternehmens, das bis heute Bestand hat.
Adam Ploog, der wohl schon als Pächter der Freiherren von Fürstenberg, des rheinischen Familienzweigs, Erfahrung in der Bewirtschaftung eines landwirtschaftlichen Betriebes hatte, starb im Jahr 1849 auf Hof Stüttgen. Sein Grabstein befindet sich noch heute auf dem Friedhof beim Krieler Dömchen. Der Stüttgenhof wurde von seinem Sohn Johann Adam Ploog (1809–1893) geerbt. Dessen Bruder Hilger Ploog (1812–1860) wird auf seinem Grabstein, der sich ebenfalls am Krieler Dom befindet, als „Rentner [...] gestorben auf dem Stüttgerhofe“ bezeichnet. Auf dem Decksteiner Friedhof befindet sich der Grabstein von Friedrich Ploog (1860–1890). In der Literatur zum Stüttgenhof wird angeführt, dass der Hof zu Ende des 19. Jahrhunderts verpachtet wurde.

### Veränderungen zur Jahrhundertwende

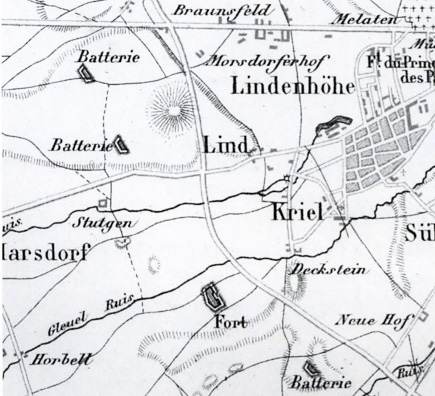
Kartenausschnitt des Lindenthaler Gebietes (1885)

Die Eingemeindungen von Gebieten der Bürgermeistereien Efferen und Müngersdorf in die Stadt Köln im Jahr 1888 veränderten den Alltag der Bewohner in der bisherigen Landgemeinde Kriel nur unwesentlich. Der in der Mitte des 19. Jahrhunderts einsetzende Bauboom veranlasste viele Landwirte ihre Ländereien im stadtnahen Bereich zu veräußern. Die veräußerten Parzellen mit ihren fetten Lehmböden wurden zur Herstellung von Ziegeln ausgebeutet und wurden so zum späteren, nur noch als Bauland nutzbaren Gelände. Die Flächen der an der Peripherie der entstehenden Vorstadt gelegenen Höfe blieben hiervon noch unberührt. Es hielten sich bis in die 1980/90er Jahre das Hofgut Kriel, der Platzhof, und ein zur Kitschburg gehörendes Gehöft, sowie der noch jetzt bewirtschaftete Stüttgenhof.
Durch die Heirat von Maria Conzen (1884–1976) mit dem Juristen Wilhelm von Meer (1869–1956) im Jahr 1905 gelangte der Stüttgenhof in den Besitz der Familie „von Meer“. Maria Conzen war eine Tochter des Mediziners Otto Conzen (1845–1930) und dessen Ehefrau Maria, geb. Ploog (1859–1889), die wiederum eine Schwester des oben genannten Friedrich Ploog war. Wilhelm von Meer stammte aus der Besitzerfamilie des Sittarderhofes und des Gutes Asperschlag. Wohl nach dem Auslaufen der Pachtvereinbarungen übernahm in den 1930er Jahren die Eigentümerfamilie „von Meer“ die Bewirtschaftung des Landgutes wieder selbst.

### Bekannte Baumaßnahmen
Die hinsichtlich der häufigen Besitzwechsel recht gut dokumentierte Geschichte des Anwesens gibt bezüglich baulicher Veränderungen kaum Daten preis. Der damalige Eigentümer Werner von Meer (1920–2012) führte aus, dass das von Adam Ploog erworbene Anwesen noch vollständig mit einem Wassergraben umgeben war. Er gab weiterhin an, dass der aus Feldbrandsteinen bestehende Fundamentbereich des südöstlichen Vorderhauses aufgrund seines porösen Zustandes sehr alt sei, und wahrscheinlich einer Bauphase des 18. Jahrhunderts angehört. Ebenfalls älteren Ursprungs sollen die Sockelmauern des westlichen Wirtschaftsgebäudes sein, deren zur Anhebung des Daches aufgemauerten Teile sich deutlich vom ursprünglichen Mauerwerk abheben. Weitere Teilbereiche der Bauwerke wurden 1890 und ab 1930 umgebaut oder neu errichtet. Zwischen diesen Jahren entstand wahrscheinlich das heute zum Denkmal erhobene Backsteinhaus an Stüttgenweg, es liegt etwa 50 Meter südlich des Hofes und diente wohl als Gesindehaus.

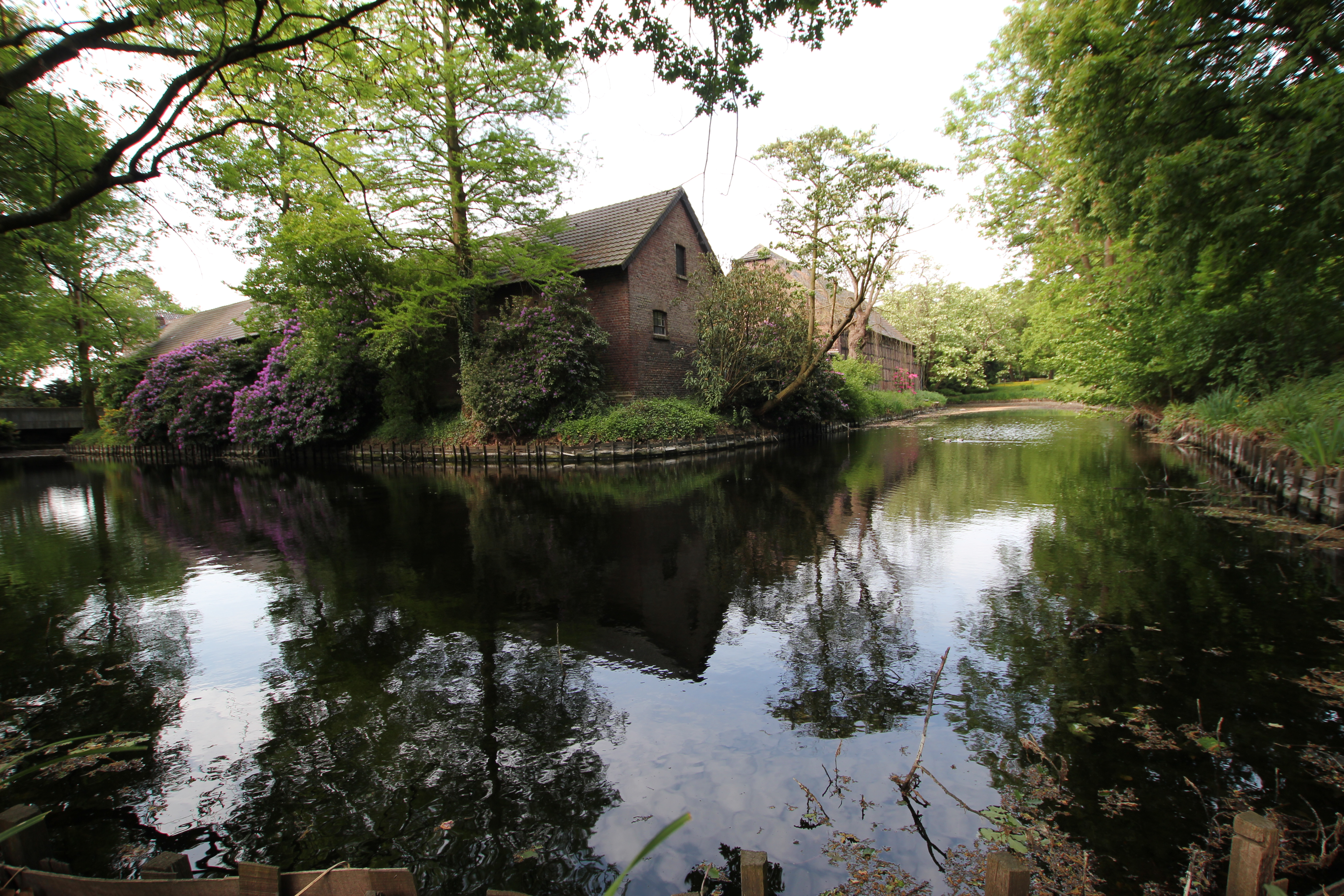
Erhaltener Wassergraben an der Nordostseite
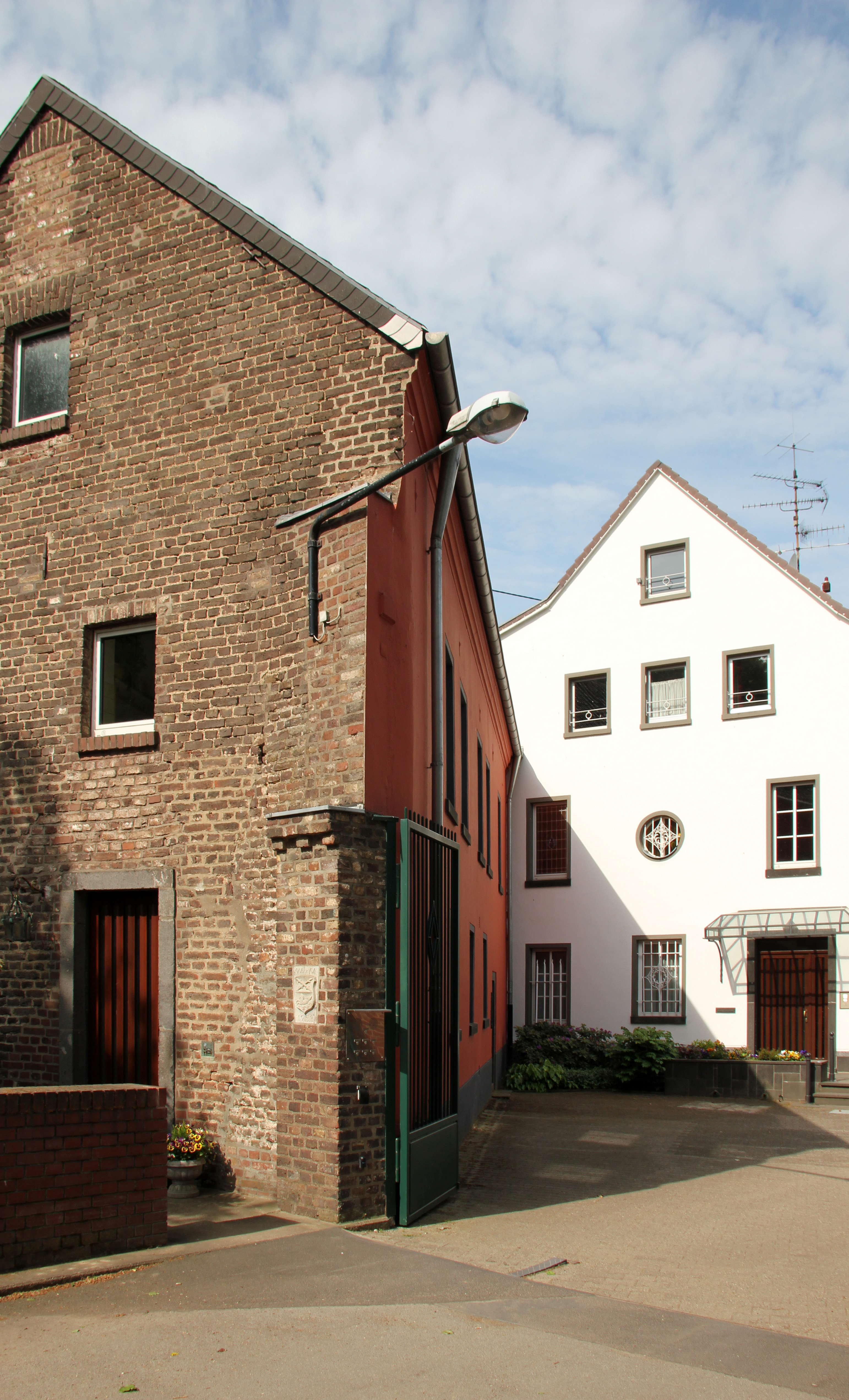
Vorderhaus mit ältester Bausubstanz
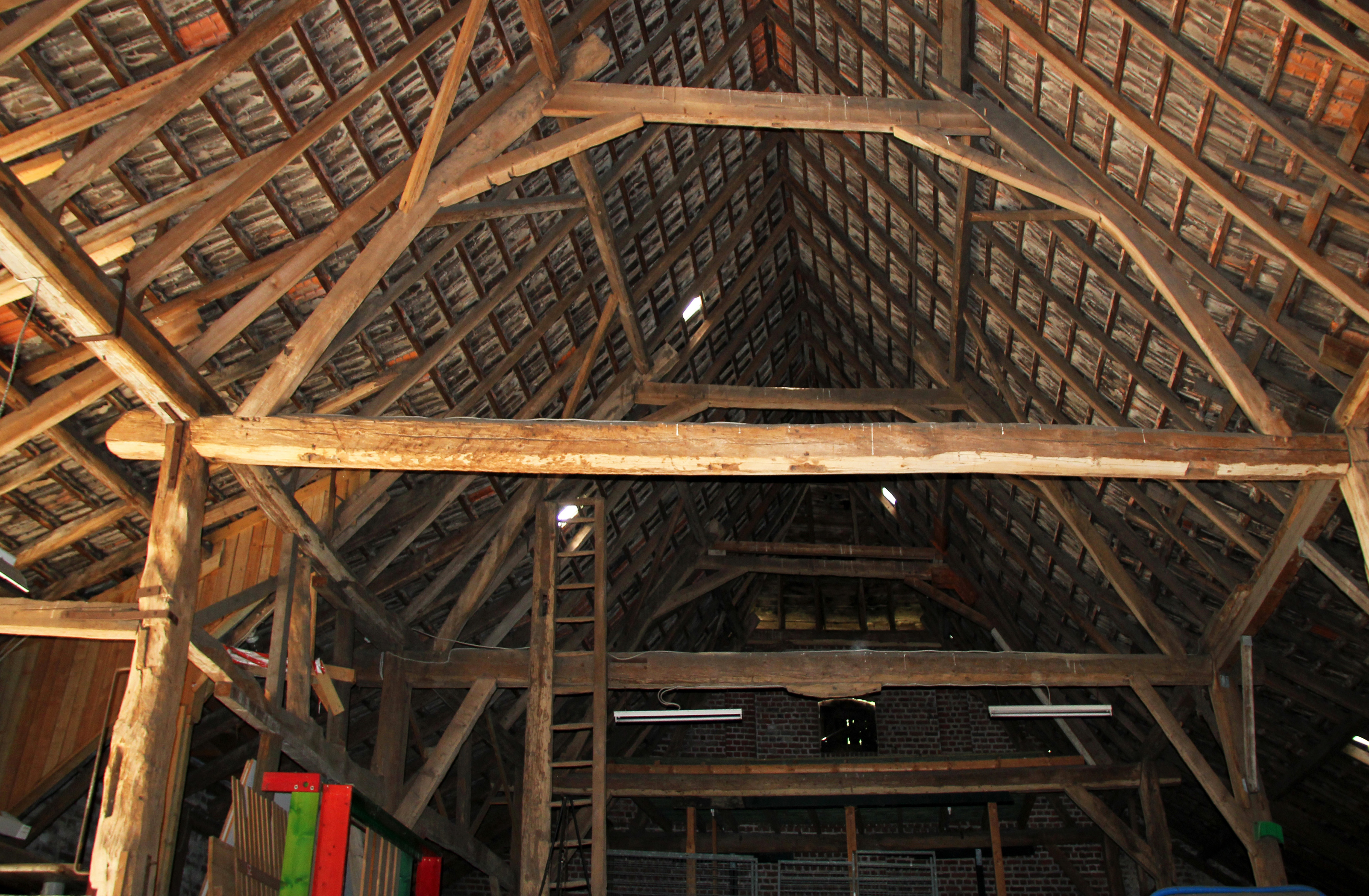
Dachstuhl des ältesten Wirtschaftsgebäudes
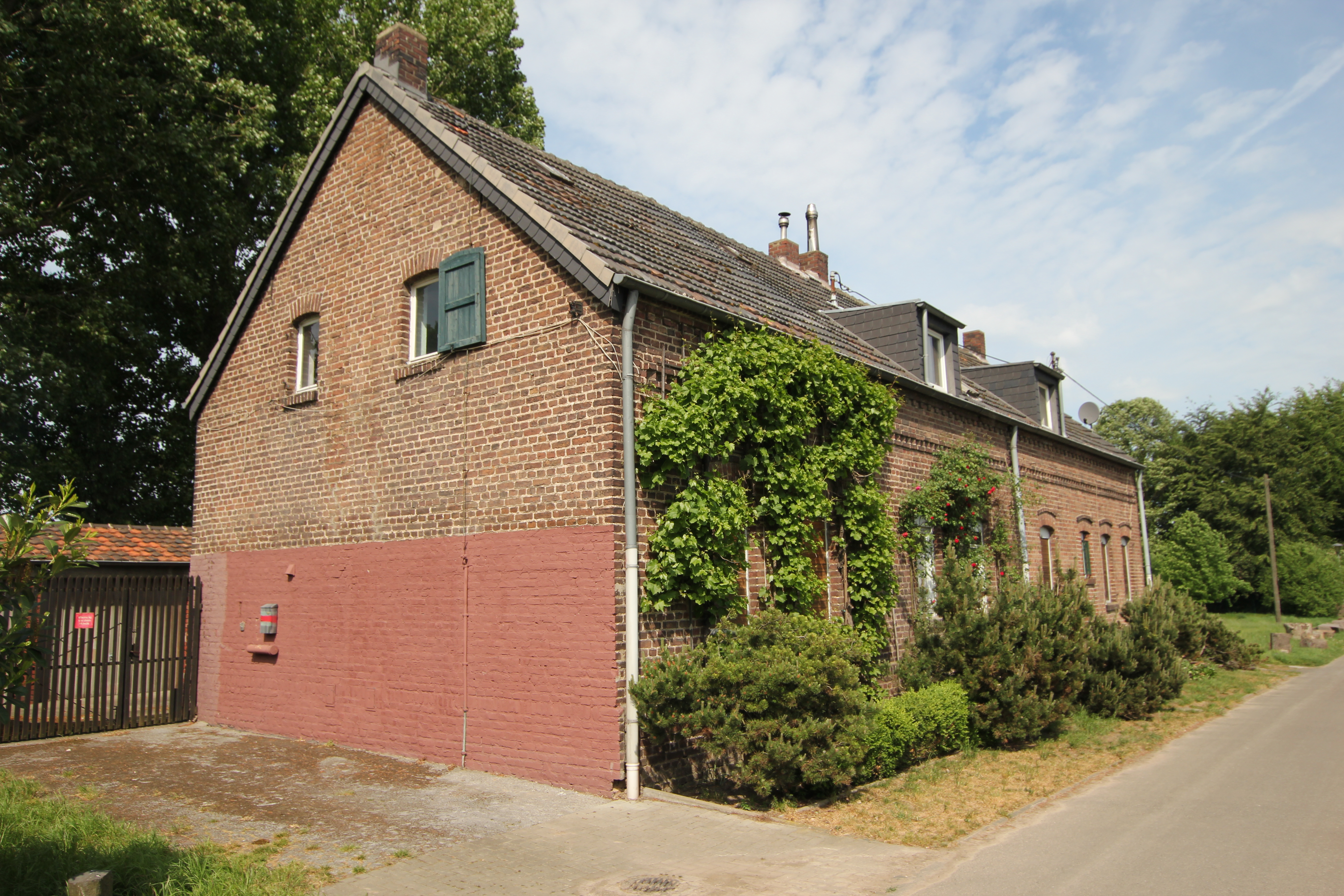
Ehemaliges Gesindehaus

Ihr Trinkwasser erhielten die Bewohner durch einen 14 bis 16 Meter in die Erde getriebenen Brunnen aus gemauerten Ziegelsteinen. Der vor dem Herrenhaus befindliche Schacht, aus dem zuletzt das Wasser mit einer Handpumpe gefördert wurde, ist seit der Nachkriegszeit stillgelegt.

## Heutige Hofanlage
Auch nach dem Landverkauf an die Rheinbraun AG in den 1960/70er Jahren verblieben dem Hofgut Stüttgen ausreichende Ländereien. Es ist aktuell mit einem modernen, der heutigen Agrartechnik entsprechenden Maschinenpark ausgerüstet, so dass auch weiterhin die Wirtschaftlichkeit des Familienbetriebes sichergestellt ist. Im Gegensatz zu vielen in Wohnanlagen umgewandelten Höfen, wird der Stüttgenhof auch heute noch ausschließlich von der Familie bewohnt. Der Senior der Familie und langjährige Eigentümer Werner von Meer verstarb 2012 im Alter von 91 Jahren. Die Hofanlage ist seit dem 3. März 1989 als Denkmal des Landes Nordrhein-Westfalen geschützt.

### Verkehrsanbindung

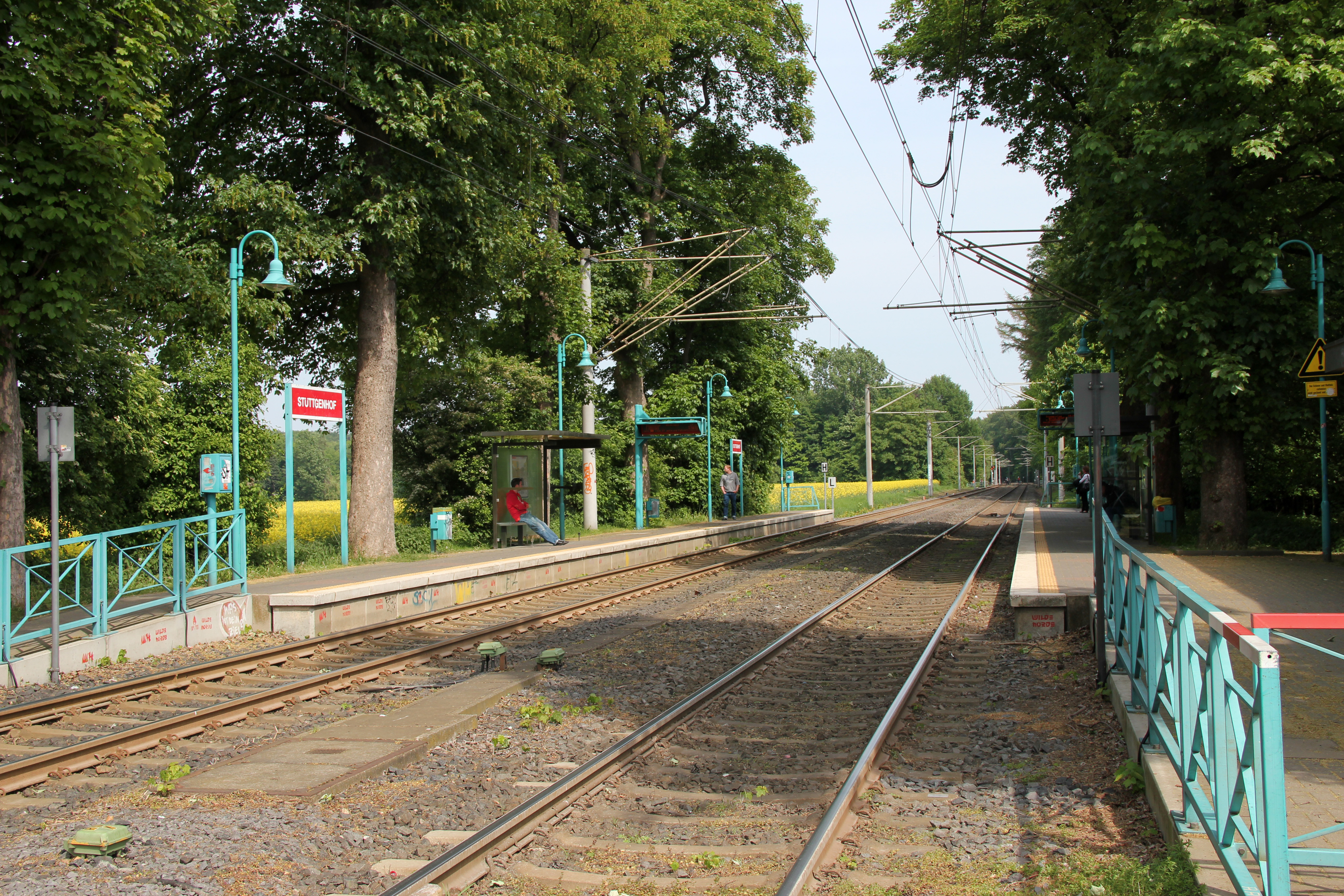
Stadtbahnhaltestelle der Linie 7

Der Stüttgenweg ist mit dem Pkw ausschließlich über die Dürener Straße, die Bundesstraße 264, erreichbar. An dieser befindet sich nördlich des Stadtteiles Köln-Marsdorf die Anschlussstelle Frechen der Bundesautobahn 1 und der Bundesautobahn 4.
Infolge des Neubaues der Kölner RWE-Verwaltungsgebäude auf der Lindenthal zugewandten Seite des Stüttgenweges erhielt auch der ehemals abgeschieden gelegene Hof in etwa 200 Metern Entfernung eine Straßenbahnstation der Linie 7, die die Strecke zwischen Köln-Zündorf und Frechen-Benzelrath befährt.